# Lou Rawls
Louis Allen Rawls, ameriški pevec, * 1. december 1933, Chicago, Združene države Amerike, † 6. januar 2006, Los Angeles.
Po nekaterih virih se je rodil 1. decembra 1933, po drugih pa 1. decembra 1935 v Chicagu in je odraščal pri babici. Že v zgodnji mladosti je prepeval v otroškem gospel zboru lokalne baptistične cerkve. Odraščal je z velikim izvajalcem Samom Cookom, ki je umrl že v srednjih letih. Končal je Dunbar Trade Tehnical High School v rodnem Chicagu. Po maturi v zgodnjih petdesetih letih se je pridružil potujoči gospel skupini The Pilgrim Travelers, ki je nastopala po klubih širom ZDA.  Preizkusil se je tudi v jazzu, popu, soulu in še nekaj zvrsteh glasbe. Za njegov glas so kritiki dejali, da je sladek kot sladkor, močan kot jeklo, mehak kot žamet in gladek kot maslo. V svoji karieri je izdal preko šestdeset albumov. Pet albumov je doseglo zlato naklado, eden pa je dosegel platinasto naklado. Največji uspeh je dosegel leta 1976 z skladbo »You Will Never Find Another Like Mine«, ki je zasedala vrhove lestvic. Znamenite in pomembne so tudi pesmi »Lady Love«, »Tobacco Road« in »Natural Man«, v katerih je prišel do izraza njegov vokal, ki je obsegal štiri oktave. Sodeloval je tudi z Beatli. Leta 1967 je dobil prvo nagrado grammy za najboljšega moškega vokalista med R&B izvajalci. Poleg tega je Lou Rawls igral v šestnajstih filmih. Najbolj znana filma sta Leaving Las Vegas in Blues Brothers. Igral je tudi v več ameriških nadaljevankah in nanizankah. V prvi sezoni Obalne straže je igral lastnika blues kluba.
Bil je nekajkrat poročen in je imel več otrok in vnukov. Zadnja leta je živel v Arizoni. Zadnji dve leti je bolehal za pljučnim in možganskim rakom. Umrl je 6. januarja 2006 v bolnišnici Sinai v Los Angelesu, kjer je tudi pokopan.